# Linden, Dithmarschen
Linden är en kommun och ort i Kreis Dithmarschen i förbundslandet Schleswig-Holstein i Tyskland.
Kommunen ingår i kommunalförbundet Amt Kirchspielslandgemeinden Eider tillsammans med ytterligare 33 kommuner.